# 望道
望道是中華人民共和國一部講述陳望道事跡的電影，该电影由上影集团、山东科文集团、义乌市交旅集团联合出品。刘烨（飾演陈望道）、胡军（飾演陈独秀）、文咏珊（飾演陈望道夫人蔡慕晖）、王锵、吴晓亮（饰戴季陶）、奚美娟（飾演陈望道母亲）、吕星辰（飾演林茵）、董畅、王紫逸、苏豪、梁霆炜、魏尊等出演。

## 創作人員
- 导演： 侯咏
- 编剧： 贺子壮
- 美术指导： 李佳
- 录音指导： 吕家进
- 造型和化妆指导： 沈东生、殷丽华[1]

## 創作
電影於2021年1月17日開機。2021年6月殺青。電影創作過程中主创团队与陈望道之子陈振新、陈望道学生陈光磊等多次面对面交流。编剧贺子壮和宋晋川還前往复旦校史馆查阅资料。其他主创人员還通读《共产党宣言》並参观陈望道纪念馆、陈望道故居。
2022年11月4日，望道在上海舉行的「2022我的电影党课启动仪式」上播放。2023年3月24日，望道在電影院上映。

## 劇情
望道从1919年6月陈望道自日本留学回到中華民國开始講起，以他翻译《共产党宣言》为故事主线，一直讲到1949年10月中華人民共和國成立。影片片名源自陈望道之名。

## 票房
電影於2023年3月24日上映，最終累計票房8033万人民币。